# Nikołaj Korszunow
Nikołaj Borisowicz Korszunow (ros. Никола́й Бори́сович Ко́ршунов, ur. 23 kwietnia 1978 w Moskwie) – rosyjski muzyk i dziennikarz.

## Życiorys
W 1993 roku ukończył naukę w moskiewskiej szkole muzycznej im. Izaaka Dunajewskiego w klasie fortepianu. W latach 1995–2000 studiował na Wydziale Filozofii Moskiewskiego Uniwersytetu Państwowego im. M.W. Łomonosowa i pozostał na uczelni na  aspiranturze. W 2003 obronił pracę kandydacką na temat mieńszewizującego idealizmu. W latach 2000–2009 pracował jako dziennikarz. Od roku 2008 jest członkiem zespołu muzycnego Kriematorij (Krematorium w języku rosyjskim).